# Autoserica punctulata
Autoserica punctulata är en skalbaggsart som beskrevs av Frey 1972. Autoserica punctulata ingår i släktet Autoserica och familjen Melolonthidae. Inga underarter finns listade.